# Joseph Schumacher (Medizinhistoriker)
Joseph Schumacher (* 13. Juni 1902 in Köln; † 12. September 1966) war ein deutscher Mediziner und Medizinhistoriker.

## Leben
Nach dem Abitur 1924 am Humanistischen Gymnasium in Mönchen-Gladbach studierte er von 1924 bis 1929  Medizin an der Universität Köln außerdem im Nebenstudium Philosophie, Psychologie und  Philologie an den Universitäten in Bonn, München und Düsseldorf (1929 Staatsexamen der Medizin, 1930 Promotion in der Medizin, 1937 Promotion in der Philosophie an der Universität Bonn 1938, Habilitation an der Medizinischen Akademie in Düsseldorf für das Fach Geschichte der Medizin). 1957 wurde er zum Honorarprofessor ernannt.
Seine Hauptarbeitsgebiete waren Untersuchungen der naturphilosophischen Grundlagen der Medizin der Antike, Erforschung der Medizin des Mittelalters, Beziehungen der Heilkunde zur Kultur•    Philosophie und Theologie, thematische und historische Behandlung aktueller Probleme der Medizin und Arzneikunde und Bibliographie der wichtigsten Krankheiten.

## Schriften (Auswahl)
- Die seelischen Volkskrankheiten im deutschen Mittelalter und ihre Darstellungen in der bildenden Kunst. Berlin 1937, OCLC 245770682.
- Überwindung oder Wiedergeburt der Antike in der modernen Medizin?. Berlin 1940, OCLC 1153495937.
- Die naturphilosophischen Grundlagen der Medizin in der griechischen Antike. Berlin 1940, OCLC 1199709867.
- Vom Sinn der Medizingeschichte. Stuttgart 1944, OCLC 12159359.
- als Hrsg.: Μελήματα. Festschrift für Werner Leibbrand. Mannheim 1967.